# Route 49 (Islande)
Pour les articles homonymes, voir Route 49.
La Route 49 (Þjóðvegur 49) ou Nesbraut est une route islandaise reliant Reykjavik à la Route 1.

## Trajet
- Reykjavik -
- -  vers Hafnarfjörður
- Route 1